# Швець Владислав В'ячеславович
Владислав В'ячеславович Швець (нар. 18 квітня 2000) — український футболіст та футзаліст, півзахисник «Миколаєва».

## Життєпис
У ДЮФЛУ виступав за «Миколаїв» та «Кремінь». Дорослу футбольну кар'єру розпочав у «Миколаєві-2», у футболці якого дебютував 31 березня 2018 року в переможному (1:0) виїзному поєдинку 23-го туру групи «Б» Другої ліги України проти новокаховської «Енергії». Владислав вийшов на поле в стартовому складі, а на 75-й хвилині його замінив Олександр Толгаренко. Дебютними голами в дорослому футболі відзначився 16 вересня 2018 року на 62-й та 90+4-й (з пенальті) хвилинах переможного (4:3) домашнього поєдинку 9-го туру групи Б Другої ліги проти новокаховської «Енергії». Швець вийшов на поле в стартовому складі, а на 90+4-й хвилині отримав жовту картку. Починаючи з весни 2019 року залучався до тренувань з першою командою «корабелів», у футболці якої дебютував 19 липня 2020 року в програному (1:2) домашньому поєдинку 25-го туру Першої ліги проти петрівського «Інгульця». Владислав вийшов на поле на 84-й хвилині, замінивши Руслана Паламаря. У 2021 році виступав за клуб «Все для даху» (Первомайськ) у чемпіонаті Миколаївської області з футболу.